# ジャック2世 (ラ・マルシュ伯)

ジャック2世の紋章

ジャック2世・ド・ブルボン（ジャック2せい・ド・ブルボン、フランス語：Jacques II de Bourbon, 1370年 - 1438年9月24日）は、ラ・マルシュ伯（在位：1393年 - 1438年）。1396年にニコポリスの戦いで捕虜となり、後に身代金を要求された。1403年、ジャック2世はイングランド本土への攻撃を主導し、プリマスを焼き払った。1415年にナポリ女王ジョヴァンナ2世と結婚したが評判が悪く、幽閉された後、1419年にナポリ王国から追放された。1435年に伯位を放棄し修道士となり、1438年に死去した。

## 生涯
ラ・マルシュ伯ジャン1世とヴァンドーム女伯カトリーヌの長男として1370年に生まれた。ジャック2世はニコポリスの戦いで初陣を飾ったが、捕虜となり身代金を要求された。フランスに戻った後、オワイン・グリンドゥールを支援するため、イングランド侵攻軍の指揮を執った。ジャック2世の軍は1403年にプリマスを焼き払ったが、嵐の中で12艘の艦隊の船を失い、1404年にフランスに戻った。
ジャック2世はブルゴーニュ公ジャン無畏公を支持し、アルマニャック派と対立した。しかし、ジャック2世のフランスでの活動は、海外に滞在している間中断された。1415年、ナポリ王国の貴族らはジャック2世とナポリ女王ジョヴァンナ2世との結婚を準備した。ジャックには、女王のお気に入りパンドルフォ・アロポとムーツィオ・アッテンドロ・スフォルツァの力をそぐことが期待された。ジャックに王位は与えられなかったが、司令官代理、カラブリア公およびターラント公とされた。ジャックはアロポを処刑、スフォルツァを投獄し、さらに女王を監禁して自身による単独統治を求めた。しかしこれに憤慨した貴族らは、1416年にジャックを捕らえ投獄した。そこでジャックはスフォルツァを解放し、王権から退くことを余儀なくされ、1419年にナポリ王国から追放された。
フランスに戻った後、ジャックは1428年にフランス王シャルル7世のためにイングランド軍と戦い、ラングドックの総督に任ぜられた。
1435年、ジャックは退位しフランシスコ会の修道士となり、1438年に死去した。

## 結婚と子女
1406年にパンプローナでナバラ王カルロス3世とレオノール・デ・カスティーリャの娘ベアトリスと結婚した。2人の間には3女が生まれた。
- エレオノール（1407年 ブルラーダ - 1646年8月21日以降） - ラ・マルシュ女伯、ヌムール女公。パルディアック伯ベルナール・ダルマニャック（1462年没、ベルナール7世の息子）と結婚[1]。
- イザベル（1408年 - 1445年以降） - ブザンソンの修道女
- マリー（1410年 - 1445年以降） - アミアンの修道女

1415年、ジャック2世はナポリ女王ジョヴァンナ2世と結婚した。2人の間に子供はいなかった。